# Justicia panamensis
Justicia panamensis là một loài thực vật có hoa trong họ Ô rô. Loài này được Durkee mô tả khoa học đầu tiên năm 1978.